# Marans (Charente Marittima)
Marans è un comune francese di 4 693 abitanti situato nel dipartimento della Charente Marittima nella regione della Nuova Aquitania.

## Società

### Evoluzione demografica
Abitanti censiti